# Ió (Inakhosz leánya)

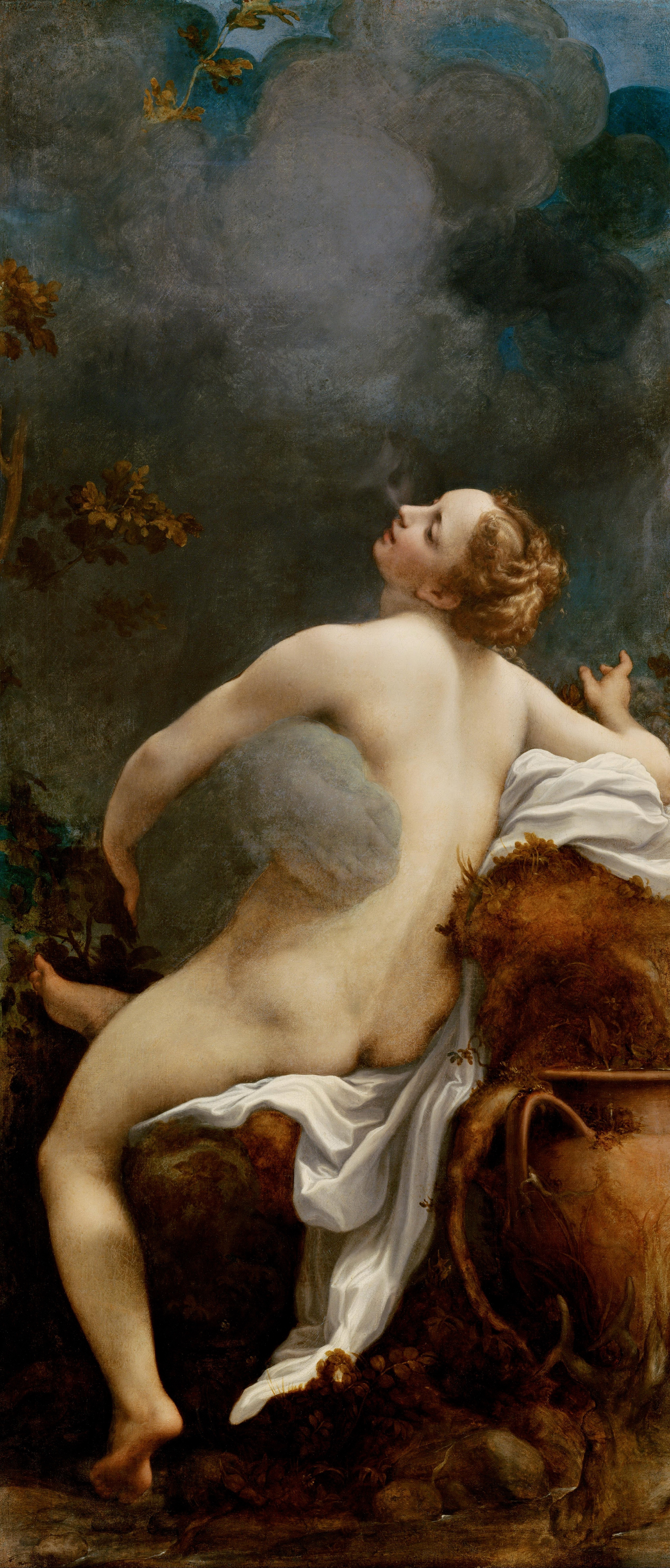
Antonio Correggio:
Ió és Zeusz (1531 vagy 1532)

Ió (görög Ἰώ) a görög mitológiában Inakhosz argoszi király leánya. Mint az ókori világ sok hercegnője, Ió is elbűvölte szépségével Zeuszt, aki egyszer úgy határozott: elcsábítja a leányt. Azon az éjszakán sötét felhőket borított az égre, hogy elrejtse szerelmes éjszakáját a féltékeny Héra elől. Azonban az istennő sejtette, hogy miben mesterkedik férje, így haragjával üldözni kezdte Iót. Zeusz megsajnálta kedvesét, és hogy elrejtse felesége dühe elől, fehér üszővé változtatta őt. Héra egy ideig nem találta a leányt, azonban később rájött a trükkre, és ajándékul elkérte Zeusztól a fehér üszőt. Zeusz nem utasíthatta vissza neje kérését, így aztán Ió Héra tulajdona lett, aki megbízta a százszemű Argoszt, hogy őrizze a tehenet. Hermész azonban Zeusz parancsára megölte a százszemű óriást, és megszöktette Iót. Héra a tehénalakban maradt hercegnőt is megtalálta a halandók világában, és hogy kínozza a lányt, büntetésül egy böglyöt küldött rá, hogy csípje, amerre csak jár. Azóta bosszantja a teheneket a bögöly. Ió szenvedett a szemtelen rovartól, és egész Hellászt bebarangolta, hogy megmeneküljön csípős kísérőjétől.
Útja során találkozott a Kaukázusban raboskodó Prométheusszal is, aki megnyugtatta a nekibúsult hercegnőt, és elmondta neki a jövendőt. Prométheusz azt mesélte Iónak, hogy ha Egyiptomba megy, ott már Héra nem fogja bántani, mert az Zeusznak szentelt föld. A tengerpartot, ahol átrohan, Ióniának fogják elnevezni róla, azt a tengerszorost pedig, ahol Európából Ázsiába kel át, Boszporosznak, azaz Tehén-gázlónak. A Nílushoz érve visszanyeri emberi alakját, és a főistentől fiút fog szülni, akinek leszármazottjai között lesz Héraklész, aki majd magát Prométheuszt is megszabadítja láncaitól. Az öreg titánnak ezért is állt érdekében segíteni Iónak. Az argoszi hercegnő megfogadta Prométheusz tanácsát, és Egyiptomba ment, ahol valóban visszakapta emberi alakját, és megszülte Epaphoszt.

## A populáris kultúrában
A Shin Megami Tensei: Persona 3 videójátékban Ió a Szerelmesek Arkánum Personája és Yukari Takeba első Personája. Iót fiatal nőként ábrázolják, akit egy bikafejű trónhoz láncoltak.
A 2010-es Titánok Harca című filmben Iót Gemma Arterton brit színésznő alakítja. Karaktere az egyik legfőbb eltérés volt a filmben a görög mitológiához képest, mivel ahelyett, hogy Zeusz szeretője lenne, a filmben Perszeusz szeretője. Az üszővé való átalakulását sem említi a film; helyette kortalansággal „átkozta meg” valamelyik isten mivel visszautasította őt.